# Comuna Gotești, Cantemir
Comuna Gotești este o comună din raionul Cantemir, Republica Moldova. Este formată din satele Gotești (sat-reședință) și Constantinești.

## Demografie
Conform datelor recensământului din 2014, comuna are o populație de 4.088 de locuitori. La recensământul din 2004 erau 4.478 de locuitori.

## Administrație și politică
Componența Consiliului local Gotești (13 consilieri), ales la 5 noiembrie 2023, este următoarea:
|  | Partid                                            | Consilieri | Componență | Componență | Componență | Componență | Componență | Componență | Componență |
|  | ------------------------------------------------- | ---------- | ---------- | ---------- | ---------- | ---------- | ---------- | ---------- | ---------- |
|  | Partidul Acțiune și Solidaritate                  | 7          |            |            |            |            |            |            |            |
|  | Platforma Demnitate și Adevăr                     | 3          |            |            |            |            |            |            |            |
|  | Partidul Socialiștilor din Republica Moldova      | 1          |            |            |            |            |            |            |            |
|  | Coaliția pentru Unitate și Bunăstare              | 1          |            |            |            |            |            |            |            |
|  | Alianța Liberalilor și Democraților pentru Europa | 1          |            |            |            |            |            |            |            |

## Personalități născute aici
- Oxana Iuteș (n. 1978), prezentatoare TV.